# Quinteto de cuerda n.º 1 (Brahms)

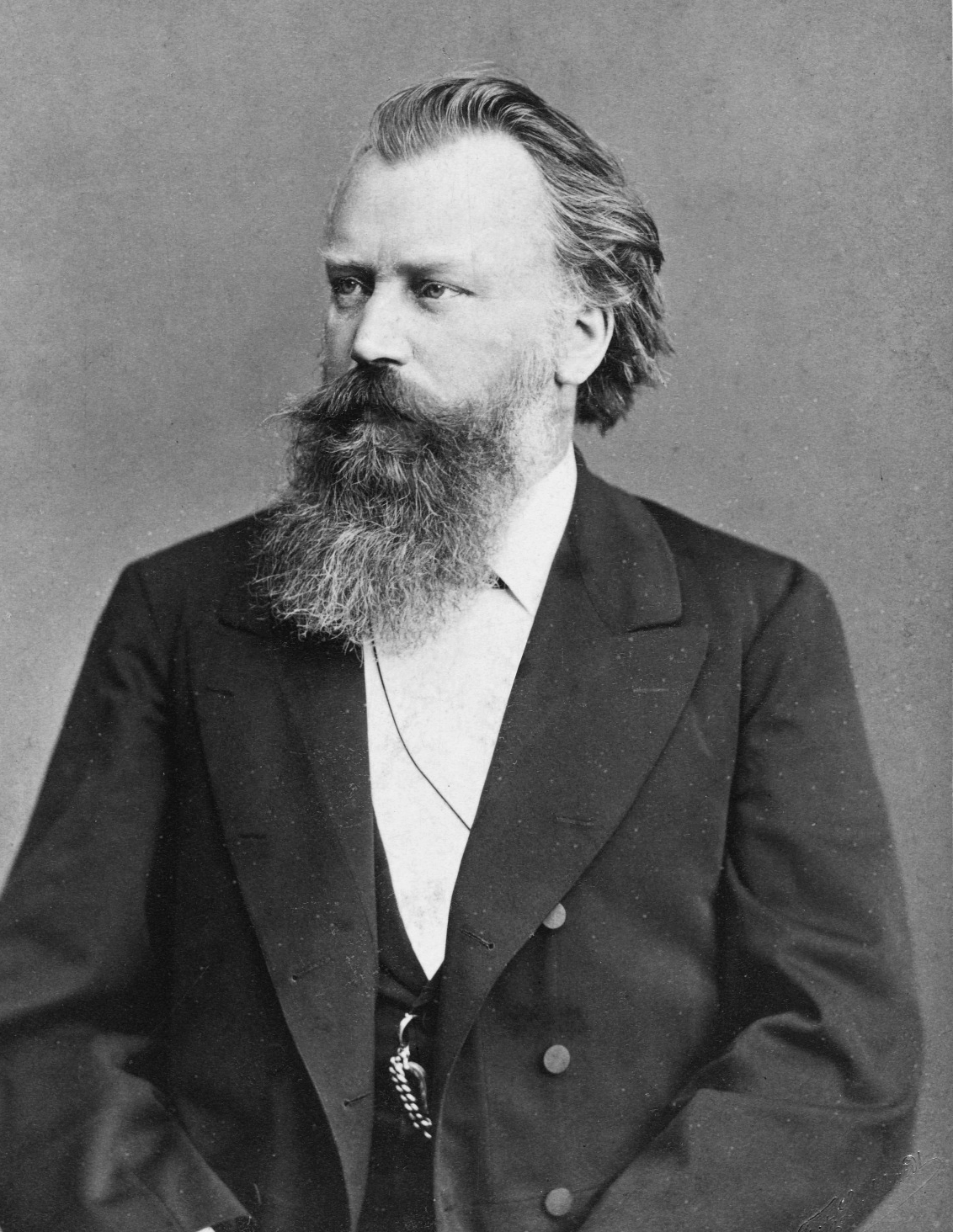
Johannes Brahms alrededor de 1885

El Quinteto de cuerda n.º 1, en fa mayor, op.88 de Johannes Brahms (1833–1897) fue compuesto en la primavera de 1882 en Bad Ischl y se estrenó en diciembre del mismo año.

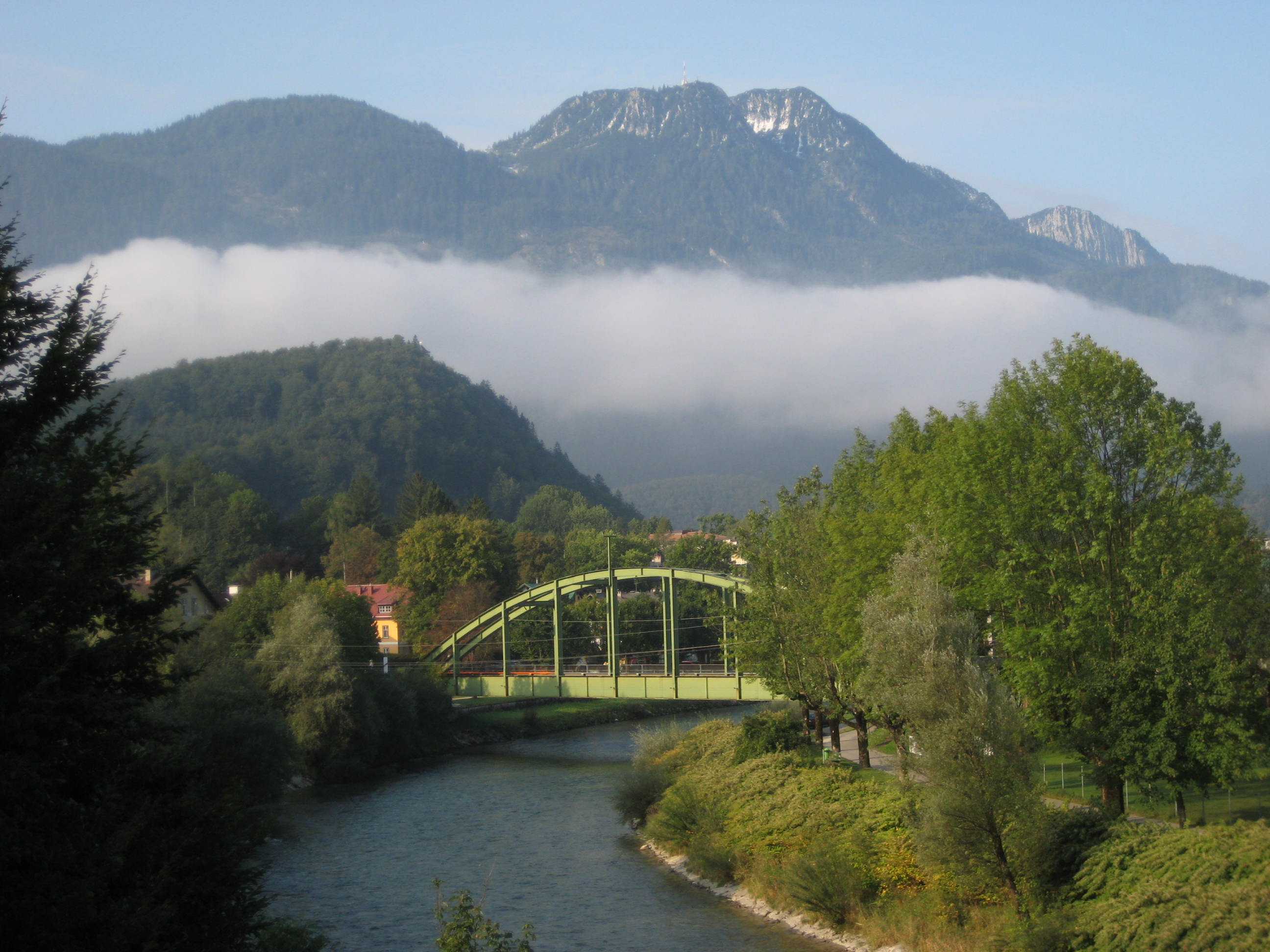
Bad Ischl

## Creación, estreno y edición
Johannes Brahms ya había estudiado el género del quinteto de cuerda a principios de la década de 1860 y optó entonces por dos violonchelos. Sin embargo, el resultado no le satisfizo. Más tarde reelaboró el borrador, que no conservó, en su Sonata en fa menor para dos pianos, Op. 34b, y en el Quinteto para piano en fa menor, Op. 34a.
En un examen renovado de este género de música de cámara unos 20 años después, Brahms eligió el modelo de instrumentación con dos violas, que ya había preferido Mozart, para su primer Quinteto de cuerda en fa mayor, opus 88. Durante esta estancia en Bad Ischl completó dos obras más: El <i>Trío para piano en Do mayor, Op. 87</i> y las Parcas, Op. 89.
En octubre de 1882, Brahms tocó el quinteto junto con el cuarteto Hellmesberger con su amigo médico Theodor Billroth. El estreno público tuvo lugar el 29 de diciembre de 1882 en Frankfurt del Meno, interpretado por el conjunto Heermann-Müller. La primera impresión apareció en 1883 en la editorial berlinesa N. Simrock, dirigida por Fritz Simrock. El autógrafo de la obra es propiedad de la Brahms Society de Baden-Baden desde 1971, que publicó un facsímil. El autógrafo del arreglo para piano a cuatro manos se encuentra en el archivo Brahms de la Biblioteca Estatal y Universitaria de Hamburgo.

## Estructura
El Quinteto de cuerda en fa mayor op.88 de Johannes Brahms tiene tres movimientos y tarda unos 26 minutos en tocarse.

### I.Allegro non troppo ma con brio
El tema, que es entonado por el violín y suena simple como una canción popular, pronto desarrolla temas adicionales, como un motivo en un ritmo punteado, que también se usa en el desarrollo. El tema secundario, marcado por cuartos de tresillo, se extrae de la primera viola.

### II.Grave ed appassionato — Allegretto vivace — Tempo I — Presto — Tempo I
El segundo movimiento consta de cinco partes (AB A' B' A'') y representa el entrelazado de un movimiento lento con un scherzo. En la melancólica sección inicial, Brahms utiliza material temático de una Sarabanda para piano compuesta alrededor de 1855, así como en las secciones central y final. Las dos partes rápidas y alegres, 2 y 4, también se basan en una pieza para piano compuesta alrededor de 1855, esta vez una gavota en la mayor.

### III.Allegro energico — Presto
Aquí el compositor combina la forma sonata con una sofisticada técnica de fuga contrapuntística, introducida por la primera viola y continuada en la fuga de una muestra del primer tema. En la coda, el estado de ánimo generalmente exuberante se intensifica aún más con un presto en compás de 9/8.
En una carta a Clara Schumann en agosto de 1890, el extremadamente autocrítico Brahms describió su primer Quinteto de cuerda como "[...] una de mis piezas más bonitas [...]".

## Bibliogtafía
- Hans Renner: Guía de música de cámara de Reclam . Ph. Reclam Jr., Stuttgart, 8. ed., 1976, págs. 473–474, ISBN 3-15-008001-0

## Enlaces web
- 1. Streichquintett op. 88: Noten und Audiodateien im International Music Score Library Project
- Partitur, Stimmen und Klavierauszug; Brahms-Institut d. Musikhochschule Lübeck
- Werkeinführung Kammermusikführer, Villa Musica
- Werkbeschreibung John Keillor, Allmusicguide
- Listening Guide

- Datos: Q3414636